# 1906-os francia nagydíj
Az 1906-os francia nagydíj volt az 1906-os Grand Prix-szezon harmadik versenye, azonban az első mai értelemben vett nagydíj (franciául és angolul Grand Prix, németül Grosser Preis, olaszul Grande Premio, később Gran Premio).
A verseny a ma is komoly autósportélettel bíró Le Mans-ban, valamint a környező településeken, közúton zajlott. A Francia Automobil Szövetség által szervezett versenyt konkurenciának szánták a brit Gordon Bennett-kupával szemben. Egy kör a mai versenypályákhoz képest hihetetlenül hosszú, több mint 103 kilométer volt. Ezt az indulóknak tizenkétszer kellett megtenniük, ami összességében több mint 12 órájába telt a résztvevőknek.
A verseny leggyorsabb körét a hazai pályán versenyző Paul Baras futotta, azonban ő végül csak hetedikként zárt. A versenyt a magyar származású, ám ekkor már Franciaországban élő és a Renault alkalmazásában álló Szisz Ferenc nyerte. Második az olasz Felice Nazzaro, harmadik az ugyancsak francia Albert Clément lett. Szisz mindkettejüket több mint fél órával előzte meg, vagyis előnye körülbelül fél kör volt. A mögöttük célba érők hátránya már legalább másfél óra volt, vagyis Szisz a másik két dobogóson kívül mindenkit lekörözött. Érdekesség, hogy a harmincnégy indulóból végül csak tizenegyen értek célba.

## Háttér

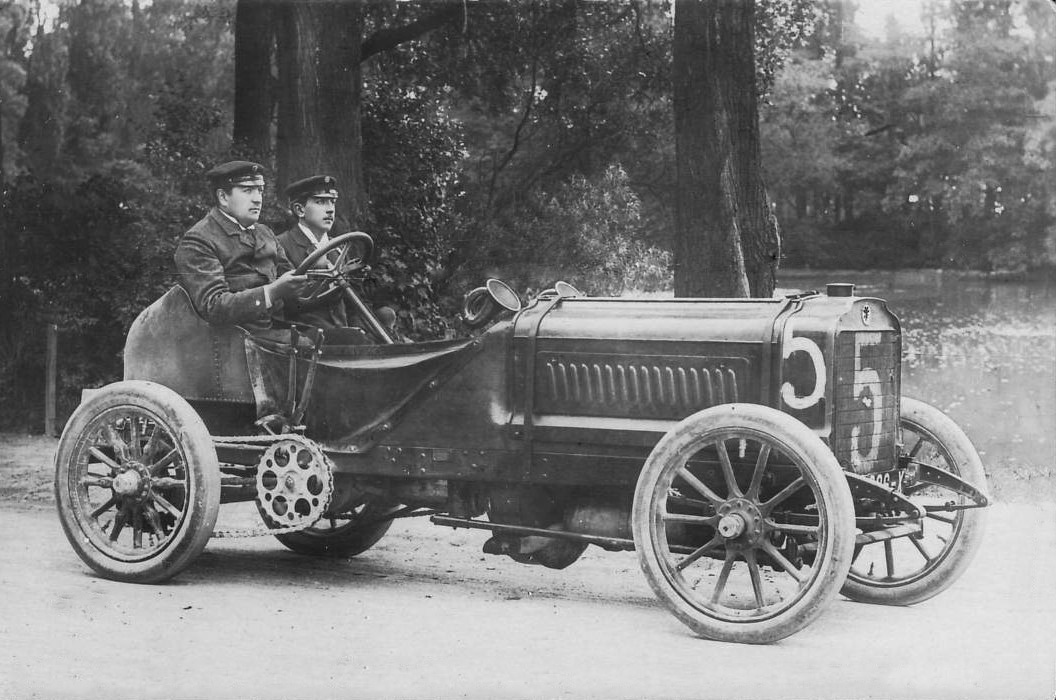
Léon Théry, az 1904-es és 1905-ös Gordon Bennett-kupa győztese

A francia nagydíjat eredetileg az 1900-ban létrehozott Gordon Bennett-kupa konkurenciájának szánták, amely ekkor Európa egyik legnagyobb presztízsű autóversenye volt. A versenyek célja az ekkor még nem túl elterjedt autók eladásának növelése volt. Ezeken a versenyeken nem egyének, hanem országok képviseltették magukat, és a győztes ország volt jogosult a következő évben a verseny megrendezésére. Az indulók számát országonként háromban maximálták. Így az akkor Európa élvonalába tartozó francia autóipar nem tudta megmutatni valós erejét. Ezeken a versenyeken egyébként néhány autógyár kiskapukat használva meg tudta kerülni az országonként három autó szabályát, ugyanis például a Mercedesnek Ausztriában és Németországban is voltak gyárai. Ezt eldöntendő a Francia Automobil Szövetség (ACF) saját versenyt szervezett, ahol a három helyre huszonkilenc gyártó pályázott.
Amikor Léon Théry 1904-ben megnyerte a brit versenyt, a francia autógyártók hatására az automobil-szövetség úgy döntött, létrehoz egy olyan versenyt, ahol nem korlátozza az indulók számát. Végül maradtak ugyan korlátozások, ezek azonban nem országokra, hanem az egyes országok autóiparának nagyságára vonatkoztak. Így Franciaország tizenöt, Németország és Nagy-Britannia hat-hat, míg a további országok (Olaszország, Svájc, Belgium, Ausztria, USA) három-három autóval nevezhettek.
A francia terv heves ellenállásba ütközött a Gordon Bennett-kupán részt vevő országok részéről, és a németek javaslatára az egyes országok képviselői leültek megvitatni a kérdést, remélve azt, hogy a versenyeken ekkor még nem túl erős franciákat többségi akarattal sikerül legyőzni. Ekkor a francia képviselők elfogadták a többi ország javaslatát, és egy köztes megoldást ígértek a jövő évi verseny szervezését illetően. Ám amikor az 1905-ös versenyt is francia autó nyerte, ismét Théry révén, a francia sportdiplomácia már elég erős volt, hogy teljes egészében a saját elképzelései alapján szervezzen versenyt, és a Gordon Bennett-kupák csillaga fokozatosan leáldozott. A francia verseny hivatalos neve Grand Prix de l’Automobile Club de France lett.

## Helyszín

A pálya vonalvezetése

A Le Mans-i városháza és a La Sarthe Autóklub a város környékén egy valamivel több mint 103 kilométeres pályát jelölt ki az indulók számára, az óra járásával ellentétesen. A pálya a mai pályák többségével ellentétben teljes egészében közút volt, és farmokon, valamint erdőkön vezetett keresztül. A pálya háromszög alakot formázott, a verseny pedig a legfelső csúcsból, Montfort külső területeiről indult délnyugati irányba, Le Mans felé. Le Mans-t követően, a Fourche elnevezésű hajtókanyar bevétele után Bouloire felé vették az irányt, amely előtt egy sikán lassította a versenyzőket. Bouloire-tól Saint-Calais-ig egy teljesen egyenes útszakasz vezetett. Itt a település bizonyos útszakaszait egy fából készített palánkúton kellett megtenniük. Itt fordultak rá a háromszög harmadik oldalára, ahol a következő nagyobb város Vibraye volt. A háromszög felső csúcsa La Ferté-Bernard volt, innen indultak vissza a Connerré, majd a kiindulópont Montfort felé.
Kiindulva a korábbi versenyeken történt tragédiákból, ahol számos néző halt meg amiatt, mert túl közelről nézték a versenyt, az ACF kerítéssel kerítette el a pályát, főleg a városokban és a nagyobb hajtűkanyarokban. A több helyen alkalmazott palánkos megoldás azt a célt szolgálta, hogy – ellentétben a Gordon Bennett-kupákkal – ha a versenyzők egy városba értek, ne kelljen lelassítaniuk. A pálya mentén számos gyaloghidat építettek, valamint elkészült egy kétezer fős lelátó is Montfortban, a bokszutcával szemben. Mivel a pálya sok helyen rendkívül poros volt a száraz időjárás miatt, ezért sok helyen locsolták, hogy a látási viszonyokon valamennyit javítsanak. További nehezítő körülmény volt a sok kisebb-nagyobb kődarab, amelyet az autók igen könnyen felverhettek, ez pedig nagy veszélyt jelentett a pilóták fejére, illetve szemeire.

## Indulók
A versenyre nevezett francia gyártók a következők voltak: Clément-Bayard, Hotchkiss, Gobron-Brillié, Darracq, Vulpes, Brasier (korábban Richard-Brasier), Panhard, Grégoire, Lorraine-Dietrich és Renault. Olaszországból a Fiat és az Itala nevezett, valamint Németország is képviseltette magát a Mercedes révén. A Gobron-Brillié és a Vulpes kivételével, amik csak két autót indítottak, minden egyéb gyár három autóval képviseltette magát, így a résztvevők száma összesen 34 volt. Egyetlen brit vagy amerikai gyártó sem vett részt a versenyen. A brit sajtó országuk elleni propagandaként értelmezte a versenyt, ezért maradtak távol. A The Motor című szaklap szerint egy, a Le Petit Parisienben megjelent cikk a sportszerűség teljes hiányára utal.
Az ACF 1000 kilogrammos maximumsúlyt határozott meg, amelybe nem számított bele az autók kárpitozása, a szárnyak és a lámpák. További hét kilogramm lehetett a dinamó az autóban. Az autók fogyasztása maximum 30 liter lehetett száz kilométerenként. A Mercedes, a Brasier, a Clément-Bayard, a Fiat és a Gobron-Brillié lánchajtásos váltót használt, míg a többi istálló a maihoz hasonló manuálisat.
A gumikat a Michelin, a Dunlop és a Continental szállította. A Michelin ekkor próbálta ki először saját fejlesztését: egy olyan kereket, amelyen a gumi már eleve rajta volt, maga a felni viszont sokkal könnyebben volt le- és felszerelhető. Verseny közben csak a versenyző és egy szerelő végezhetett munkálatokat az autón. Az eredetileg nagyjából negyedórás szerviz idejéből sokat lehetett spórolni a sokkal könnyebben le- és felszerelhető felnikkel. A Michelinnel felszerelt autók kerékcseréje kevesebb mint négy percig tartott, ugyanis a felnin kívül időt spóroltak az eleve felhelyezett gumikkal, nem kellett a régi levágásával, valamint az új felhelyezésével tölteni az időt. A legtöbb autó a tartalék kerekeket magával tudta vinni a versenypályára, azonban néhány (például az Itala és a Panhard) ezt nem tudta megtenni, ugyanis ebben az esetben túllépték volna a súlyhatárt.

## A verseny

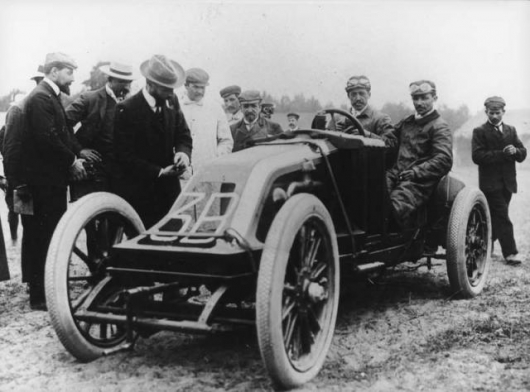
J. Edmond Renault-jával a verseny előtt. A futamot később feladni kényszerült, miután a nagy meleg hatására olvadó útburkolat a szemébe ment.

A versenypálya környéki utakat a futam napján már hajnali öt órakor lezárták. A verseny előtt sorlást tartottak, ami eldöntötte a rajtsorrendet, valamint ekkor kaptak az egyes autók rajtszámot is. Minden autót egy-egy betűvel láttak el, ez A, B vagy C lehetett. Az A-nak és a B-nek a rajtnál (a véletlenszerű rajtrácson elfoglalt hely, bal vagy jobb oldal), a C-nek a lekörözéseknél volt megkülönböztető funkciója, ezt az előzetesen leglassabbnak ítélt versenyzők kapták, figyelemfelkeltésként a többiek számára. A Gordon Bennett-kupákkal ellentétben az itt indulóknak nem kellett betartani az egyes autógyárakhoz kötődő egyezményes színeket (ilyen volt például a német gyáraknál a fehér, az olaszoknál a vörös, a franciáknál pedig a kék). Ennek ellenére a legtöbb autó ugyanúgy a korábban megszokott hagyományos színekkel állt rajthoz. Az autókat hajnali hat órától kezdve másfél percenként indították. Elsőnek Fernand Gabriel indult volna, azonban rögtön az indulás előtt lefulladt a motorja, így a sorban mögötte következő Vincenzo Lancia már a rajtnál megelőzte. Őket a magyar Szisz Ferenc, Victor Hémery, Paul Baras, Camil Jenatzy, Louis Rigolly és Alessandro Cagno követte. Ketten voltak, akik már elrajtolni sem tudtak: Philippe Tavenaux és Marius Barriaux. Az utolsó induló, a 13C jelzéssel szereplő de la Toulubre (csak a vezetékneve ismert) 6:49:30-kor rajtolt.
Az első kört Baras tette meg a leggyorsabban, körideje 52:25.4 volt, ezzel a kört követően már harmadikként haladt. A második kör végén már Baras vezetett, azonban nem sokkal később át kellett adnia az első helyet Szisznek. Ahogy a nap egyre magasabban állt, a hőmérséklet úgy kúszott egyre magasabbra, a pálya bizonyos pontjain 49 Celsius-fok is volt. Ez nagyban megnehezítette a pilóták dolgát, ugyanis az útburkolat olvadni kezdett a hihetetlen hőségben, és az első kerekekről visszaverődve a versenyzők, valamint a szerelők arcára, illetve szemébe került. Ezzel kapcsolatban a legrosszabbul J. Edmond járt, akinek már korábban eltört a szemüvege, így még inkább védtelen volt az útról felverődő kövek és egyéb dolgokkal szemben. A legtöbb kátrány az ő szemébe került, és hogy elkerülje a komolyabb szemsérülést, feladta a versenyt.
A Fiatnál versenyző Aldo Weilschott a harmadik és ötödik kör között tizenegy pozíciót javított, a tizennegyedikről a harmadik helyre kapaszkodott fel, majd a Vibraye-i palánkon kipördült és kiesett. Az első napot Szisz zárta az élen, ideje ekkor 5:45:30.4 volt. Mögötte Albert Clément és a rendkívül gyengén rajtoló Felice Nazzaro állt. Az első napot követően még tizenhét autó volt versenyben, az utolsónak Sziszhez képest valamivel több mint két és fél órás hátránya volt. A versenyben lévő autók a parc fermében gyűltek össze, egy felügyelt, kivilágított helyen, amellyel azt akarták elkerülni, hogy a szerelők éjjel dolgozhassanak az autókon.
Az első nap eredményei alapján rajtoltak a versenyzők másnap hajnalban, az első Szisz 5:45-kor, a többiek pedig mind-mind a hátrányuknak megfelelően, így Clément 6:11-kor, Nazzaro 6:26-kor és így tovább. Mivel az éjjel nem dolgozhattak az autóikon, így több versenyző, így például az élen álló Szisz és szerelője rögtön a bokszutca felé vette az irányt egy kerékcseréért és egy gyors szervizért. Mivel Clément-ék gyorsabban végezték a kiállással, Nazzaróék pedig ki sem álltak, az első három versenyző között jelentősen csökkent a különbség. Jenatzy és Lancia, akiknek egyébként egyaránt a szemük jelentette a legnagyobb problémát (az előző nap az útról felverődő kátrány miatt), feladták a versenyt, helyükre a tartalékpilóták kerültek. Ez Jenatzy esetében Burton volt, Lancia azonban kénytelen volt folytatni, ugyanis a tartalékpilóta a rajt idejére nem került elő.
Elliott Shepard, aki az első napot negyedikként zárta, alig lemaradva Nazzarótól, rögtön a rajt után 30 percet töltött a szervizzel, így hatalmas hátrányt szedett össze az olasz pilótához képest. Később egy általa elkövetett hiba vezetett a kieséséhez. Georges Teste ugyancsak vezetői hiba miatt esett ki már a második nap legelején, Rigollynak pedig az autója hűtésével akadtak problémái, ami miatt a hetedik körben ő is kiesett. A második körben a könnyebb autó miatt Nazzaro rövid időre megelőzte Clément-t, azonban a tankolás után ismét visszaszorult mögé. Később Nazzaro újra előzni tudott, és az utolsó körre fordulva kettejük között kevesebb, mint egy perc volt a különbség.

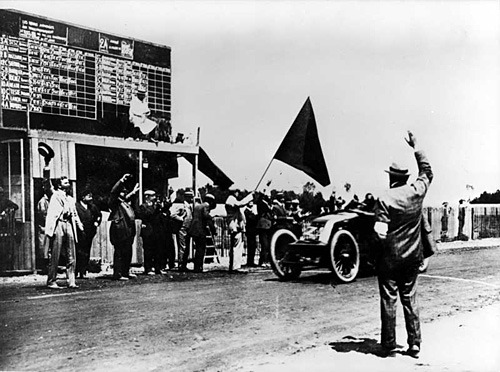
Szisz Ferenc a verseny leintésének pillanatában

Szisz autóján a verseny végén eltört az egyik felfüggesztés, azonban az előnye akkora volt (több mint fél óra), hogy megengedhette magának azt, hogy óvatosabb versenyzéssel, de szerviz nélkül fejezze be a futamot. A két nap versenytávját összesen 12 óra és 12 perc alatt tette meg, ezen kívül nála mérték a legnagyobb sebességet is, 154 km/órával. Szisz 32 perccel előzte meg Nazzarót, aki három perccel előzte meg Clément-t. A negyedik Jules Barillier, az ötödik Lancia, a hatodik George Heath, a hetedik pedig Baras lett, aki a verseny leggyorsabb körét futotta. Utolsóként a Mariaux-ként ismert pilóta zárt, akinek a hátránya Sziszhez képest több mint négy óra volt. A kiesők közül legtöbben (René Hanriot, Louis Wagner, Vincenzo Florio stb.) műszaki hiba miatt adták fel a versenyt, ezen kívül volt néhány vezetői hiba is. Csak egyetlen versenyző, Edmond állt ki egészségügyi okok miatt.

## A verseny befejezése után, a francia nagydíj emlékezete

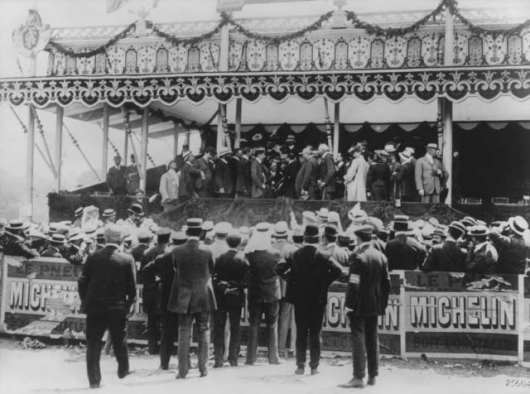
A díjátadó ceremónia

Az első három helyezett a verseny után a nézők előtt átvehette a saját trófeáját. Szisz elmondása szerint az utolsó néhány körben nagyon izgatott volt, félt „minden apróságtól, amely elveheti tőle a győzelmet”. Szisz és a Renault győzelme után a gyár eladásai egy év alatt kis híján megduplázódtak, az 1906-os 1600 eladott autó 1907-re 3000-re nőtt, 1908-ra pedig ez a szám már 4800 volt.
A korabeli sajtó véleménye szerint a verseny gyenge konkurenciája volt a Gordon Bennett-kupáknak, főként azért, mert a másfél percenkénti indítás miatt a versenyzők között gyakorlatilag semmilyen harc nem volt, mindenki a saját versenyét futotta, az óra ellen. Az ACF szerint túl nagy volt a nyomás a versenyzőn és vele utazó szerelőjén, amiért csak ők nyúlhattak az autókhoz. További vélemény volt, hogy a verseny végkimenetele nagyrészt a Michelin új innovációján múlt. A kisebb-nagyobb negatívumok ellenére az ACF úgy döntött, hogy a következő évben is megrendezik a versenyt. A szakmai, illetve szervezésbeli hiányosságok ellenére a verseny nagy népszerűségnek örvendett, így a következő évben Németország is úgy döntött, hogy szervez egy hasonló versenyt Kaiserpreis néven, amely a ma ismert német nagydíj elődjének számít.
A verseny előzetes munkálatai során jött létre az Association Internationale des Automobile Clubs Reconnus (AIACR), a ma is létező Nemzetközi Automobil Szövetség jogelődje. Bár a Gordon Bennett-kupáknak több évvel hosszabb múltja van, valamint 1901-ben már rendeztek egy hasonló verseny Grand Prix de Pau néven (paui nagydíj), mégis ezt a versenyt tekintik az első igazi „nagydíj”-nak. Egészen az első világháborúig ez volt az egyetlen évenként megrendezett nagydíj, a korabeli sajtóban pedig gyakran „a nagydíj” névvel illették.

## Végeredmény

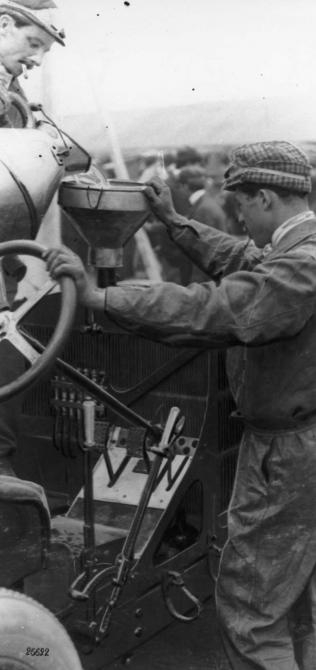
Szisz Ferenc és szerelője, az autó tankolása közben

| 1       | 3A  | Szisz Ferenc             | Renault           | 12 | 12:14:07,4     |
| 2       | 2B  | Felice Nazzaro           | FIAT              | 12 | +32:19,4       |
| 3       | 13A | Albert Clément           | Clément-Bayard    | 12 | +35:39,2       |
| 4       | 5B  | Jules Barillier          | Brasier           | 12 | +1:38:53,0     |
| 5       | 2A  | Vincenzo Lancia          | FIAT              | 12 | +2:08:04,0     |
| 6       | 10A | George Heath             | Panhard           | 12 | +2:33:38,4     |
| 7       | 5A  | Paul Baras               | Brasier           | 12 | +3:01:43,0     |
| 8       | 1C  | Arthur Duray             | Lorraine-Dietrich | 12 | +3:11:54,6     |
| 9       | 5C  | "Pierry"                 | Brasier           | 12 | +4:01:00,6     |
| 10      | 6A  | Camille Jenatzy "Burton" | Mercedes          | 12 | +4:04:35,8     |
| 11      | 6B  | "Mariaux"                | Mercedes          | 12 | +4:34:44,4     |
| ki      | 1B  | Henri Rougier            | Lorraine-Dietrich | 10 | lyukadás       |
| ki      | 3C  | Claude Richez            | Renault           | 8  | baleset        |
| ki      | 12C | Elliott Shepard          | Hotchkiss         | 7  | kerék          |
| ki      | 4A  | Victor Hémery            | Darracq           | 7  | motor          |
| ki      | 7A  | Louis Rigolly            | Gobron-Brillié    | 7  | hűtő           |
| ki      | 10C | Georges Teste            | Panhard           | 6  | baleset        |
| ki      | 3B  | J. Edmond                | Renault           | 5  | sérülés        |
| ki      | 2C  | Aldo Weilschott          | FIAT              | 5  | baleset        |
| ki      | 6C  | Vincenzo Florio          | Mercedes          | 5  | kerék          |
| ki      | 13B | A. Villemain             | Clément-Bayard    | 4  | kerék          |
| ki      | 12A | Hubert le Blon           | Hotchkiss         | 4  | kerék          |
| ki      | 10B | Henri Tart               | Panhard           | 4  | felfüggesztés  |
| ki      | 13C | "De la Touloubre"        | Clément-Bayard    | 3  | váltó          |
| ki      | 12B | Jacques Salleron         | Hotchkiss         | 2  | baleset        |
| ki      | 4B  | Louis Wagner             | Darracq           | 2  | motor          |
| ki      | 8A  | Alessandro Cagno         | Itala             | 2  | hűtő           |
| ki      | 8C  | Pierre de Caters         | Itala             | 1  | kerék          |
| ki      | 1A  | Fernand Gabriel          | Lorraine-Dietrich | 0  | ?              |
| ki      | 8B  | Maurice Fabry            | Itala             | 0  | baleset        |
| ki      | 9B  | Xavier Civelli de Bosch  | Grégoire          | 0  | hűtő           |
| ki      | 4C  | René Hanriot             | Darracq           | 0  | motor          |
| ni      | 9A  | Philippe Tavenaux        | Grégoire          |    | nem indult     |
| ni      | 11A | Marius Barriaux          | Vulpes            |    | túl nehéz autó |
| Forrás: |     |                          |                   |    |                |